# Апина, Алёна
Алёна А́пина (полное имя — Елена Евгеньевна Апина; (дев. фамилия Лёвочкина род. 23 августа 1964, Саратов) — советская и российская эстрадная певица, композитор, поэтесса, радиоведущая, актриса, педагог; заслуженная артистка Российский Федерации (2002). Лауреат музыкальных премий «Овация», «Золотой граммофон» и «Песня года». Экс-солистка группы «Комбинация» (1988—1991).
Наиболее известные хиты певицы: «Узелки», «Электричка», «Ксюша», «American Boy», «Бухгалтер», «Лёха», «Летучий голландец», «Лунные ночи» (дуэт с Муратом Насыровым), «Песня о женской дружбе» (в дуэте с Лолитой Милявской), «Грешный миг» (в дуэте с Борисом Моисеевым).

## Биография

### Юность и карьера в «Комбинации»
Елена Евгеньевна Лёвочкина родилась 23 августа 1964 года в городе Саратове. Отец — Евгений Викторович Лёвочкин — инженер, мать — Любовь Владимировна Лёвочкина — продавец, разошлись, когда ей было 10 лет. Когда ей исполнилось пять лет, родители купили ей пианино, заметив в дочери музыкальные способности.
После окончания музыкальной школы по классу фортепиано, она поступила в Саратовское музыкальное училище по тому же направлению. Окончив училище, Апина работала аккомпаниатором в клубе «Восток», а параллельно — в детской спортшколе тапёром в секции художественной гимнастики. Вскоре она поступила на факультет народного пения в Саратовскую государственную консерваторию им. Собинова, но во время учёбы на втором курсе Апина получила предложение от бывшего возлюбленного Виталия Окорокова во время летних каникул подработать в музыкальной группе «Комбинация».
Так как репетиции и выступления стали занимать много времени, Апина не стала продолжать учёбу в консерватории. 7 сентября 1988 года группа дала первый концерт в Саратове, и в том же году самиздатом вышел первый альбом «Ход конём», который записывался в саратовском ресторане «Центральный». В 1989 году вышел первый хит «Комбинации» — песня «Russian Girls» — принесший группе всесоюзную популярность. Композиция впоследствии вошла в первый официальный релиз ансамбля — миньон «Шоу-группа „Комбинация“», изданный фирмой «Мелодия».
Вскоре Алёна Апина, вместе со всем коллективом «Комбинации», переехала в Москву. Заручившись поддержкой московского концертного промоутера Сергея Лисовского, коллектив стал частью гастрольной программы «Дискотека на колёсах» диджея Сергея Минаева. В составе «Комбинации» Апина участвовала в записи пяти альбомов, исполнив вместе с Татьяной Ивановой такие хиты как «Russian Girls», «American Boy», «Бухгалтер», «Не забывай», «Пойдём со мной», «Русский хип-хоп» (для последних двух она сочинила тексты), а также солировала в балладах «Не грусти» и «Любовь уходит не спеша…».

### Начало сольной карьеры и популярность
В 1991 году в Ташкенте Алёна познакомилась с Александром Иратовым, который стал её мужем и продюсером. Тогда же она приняла решение оставить «Комбинацию» и начать сольную карьеру, записав песню «Ксюша», которая вскоре стала хитом. В 1992 году вышел первый альбом певицы «Улица любви». В альбом вошла также песня «Бухгалтер», которую исполняла группа «Комбинация», но автором которой была Апина.
В том же году Апина познакомилась с композитором Аркадием Укупником, результатом чего стал второй студийный альбом Апиной «Танцевать до утра» (название винилового издания — «Всё не так просто»), вышедший в 1993 году. Диск положил начало сотрудничеству певицы с Аркадием Укупником и стал одним из самых успешных в её карьере. В «Звуковой дорожке МК» релиз достиг Топ-5 ежемесячного хит-парада альбомов, а также вошёл в пятёрку лучших по итогам 1993 года и в двадцатку за 1994. Наиболее успешными в чартах песнями с этой пластинки стали «Лёха», «Летучий голландец», «Ив Сен-Лоран» и «Ты зачем говоришь о любви». Сама Апина обозначила альбом и концертную программу в его поддержку как попытку переосмыслить свой подход к творчеству и отойти от «золотоносной жилы» в виде типичных для неё песен вроде «Ксюши», «Лёхи» и «Бухгалтера» в сторону более лирического материала (на подобие представленного на альбоме трека «Ты зачем говоришь о любви»). Ещё до выхода альбома, в 1992 году, был выпущен клип на песню «Лёха». В нём героиня Апиной марширует в студии на фоне белого задника, увешанного большими красными звёздами, дожидаясь возвращения из армии своего парня.
Зимой 1994 года Апина поставила первый в России мюзикл «Лимита», песни для которого были сочинены поэтом Михаилом Таничем. Мюзикл был показан 5 дней в Москве, и 5 дней в Санкт-Петербурге. Алла Пугачёва, известная тем, что крайне редко пишет рецензии, после посещения «Лимиты», осветила концерт в своём журнале «Алла». На гастроли с «Лимитой» по всей России певица однако решила не ехать, прежде всего, из-за сложностей с перевозкой декораций и отсутствия в провинции подходящих залов. Самая популярной композицией мюзикла стала песня «Узелки» и вошла в состав одноимённого альбома. В 1996 году песня «Узелки» стала лауреатом фестиваля «Песня года — 95». С этой композиции началось многолетнее сотрудничество Апиной с Михаилом Таничем.
В 1997 году Апина исполнила песню Олега Молчанова «Электричка», которая сразу после выхода удостоилась премии «Золотой граммофон». Песня удерживала первые строчки в хит-парадах России и СНГ, став одним из главных хитов 1997 года. Позднее «Электричка» была переведена на сербский и корейский языки. В том же году Апина записала дуэт с певцом Муратом Насыровым «Лунные ночи» (русскоязычная перепевка известной песни «Ding a Dong» нидерландской группы Teach-In, но с другим текстом, написанным Апиной). В период с 1997 по 1998 год Апина и Насыров гастролировали за рубежом. В 1998 году певица стала лауреатом музыкальной премии «Овация» как лучшая солистка 1997 года.
В 2000 году Апина вместе с Лолитой исполнила написанную Лорой Квинт «Песню о женской дружбе», которая вместе с сольной песней Апиной «Сенсация» прозвучала в «Рождественских встречах» Аллы Пугачёвой. Песня стала одной из самых популярных в вышедшем год спустя альбоме певицы «О судьбе и о себе» (также песня вошла в дебютный альбом Лолиты «Цветочки»), куда также вошла композиция «Завтра» из репертуара группы «Иван Кайф», ставшая в исполнении Апиной лауреатом «Песни года 2001». Ещё одна лирическая композиция на альбоме — «Дорогая рука» — был написана на стихи Вероники Тушновой и рассказывала о женщинах, ждущих возвращения своих мужей, ушедших в море. Данную песню Апина посвятила морякам, погибшим в 2000 году при крушении атомной подлодки «Курск». На эти три представленные на альбоме композиции были сняты музыкальные клипы.
В 2002 году Алёне Апиной присвоили звание заслуженной артистки России.

### Современный период
В 2007 году вышел её новый альбом «Самолёт на Москву». 29 февраля 2008 года состоялся большой сольный концерт певицы в БКЗ «Космос», — это был последний концерт Апиной, на котором присутствовал автор текстов многих её песен Михаил Танич.
В 2010 году певица выпустила альбом «Ещё раз про любовь», записанный в стиле ретро-поп/русский шансон, и содержавший песни на стихи таких авторов-исполнителей и поэтов как Григорий Заречный, Виктор Третьяков, Михаил Танич и Лидия Козлова. Основным композитором, аранжировщиком и продюсером альбома выступил Андрей Косинский. Проект выполнен в виде единого музыкально-литературного произведения, своеобразной эстрадной сюиты. Концепция пластинки — разговор в поезде женщины с нелегкой судьбой. Все треки объединены общим сюжетом — героиня рассказывает случайному попутчику веселые и не очень истории о женской доле, деланно смеется, подспудно задумываясь: а не он ли моя судьба? Рассуждения героини переданы с помощью коротких интермедий, которые служат связующим звеном между песнями.
После 2012 года Апина впервые за почти 10 лет выпустила новое видео на композицию «С новым Годом, Бухгалтер». В 2012—2018 годы певица преподавала музыку в школе, где училась её дочь Ксения Иратова. Вопреки слухам об «уходе со сцены», певица посвящала этому занятию лишь два часа в неделю, сохраняя при этом свою сценическую и студийную активность.
В 2014 году Апина выпустила новый альбом «Мелодия» (на физическом носителе именовался просто «Alena Apina»), следующий в русле клубной танцевальной музыки. В 2018 году вышел альбом «Давай так», где Апина выступила как автор большинства текстов и музыки. В июне того же года Апина и Татьяна Иванова объединились для песни и клипа «Последняя поэма». Затем прошёл юбилейный тур «А нам 30!», где «Комбинация» выступала в первоначальном составе.
В 2022 году певица подала иск против Первого канала с жалобой на неправомерное использование интеллектуальной собственности — песни «Бухгалтер» в передаче «Три аккорда», которую исполнила Альбина Джанабаева. Суд удовлетворил её иск, оценив ущерб Апиной в 150 тысяч рублей.
В телесериале о группе «Комбинация», который вышел в сентябре 2024 года, роль Апиной сыграла Анастасия Уколова. Сама Апина сыграла роль преподавателя вокала в консерватории, в которой она училась.

### Работа на радио, кино и телевидении
Помимо музыкальной карьеры Апина работала на радио, участвовала в ряде телевизионных проектов и снималась в кино. Первым таким проектом с конца 1990-х по начало 2000-х была воскресная программа «Полевая почта» на телеканале «ТВ Центр», где Апина вместе со съёмочной группой посещала различные регионы России.
С марта 2013 года по июнь 2014 года певица была ведущей авторской программы «Интернационал с Алёной Апиной» на радио «Комсомольская правда», где вместе с другими представителями российского шоу-бизнеса обсуждала песни неизвестных исполнителей из народа, которые отправляли свои работы через интернет. С 2015 по 2019 год Апина являлась ведущей авторской программы «ФаСоль» на радио «Москва ФМ».
Апина дважды принимала участие в телешоу «Ты суперстар!» на телеканале «НТВ» — в 2007 и в 2021 году, а также в в музыкальных программах «Три аккорда» на Первом канале и «Дуэты» на телеканале «Россия-1» . Помимо этого певица снялась в ряде телесериалов, среди которых «Неотложка», «Параллельно любви», «Убить Бэллу», «Девочка с севера», «Провинциальные страсти» и «Моя любимая ведьма».

## Общественно-политическая позиция
В ходе событий осени 1993 года в Москве Апина негативно высказалась о Руслане Хасбулатове: «У меня нет никаких политических симпатий, но есть политическая антипатия к Хасбулатову. Человек, который даже плохо говорит по-русски (и лично мне неприятен и как мужчина), не может править страной», — заявила артистка. В 1996 году исполнительница участвовала в предвыборной агитационной кампании «Голосуй или проиграешь» президента Бориса Ельцина. В качестве мотивов для такого шага певица в 2006 году назвала не только финансовый интерес, но и стремление не допустить повторного прихода к власти коммунистов, поскольку к доперестроечному советскому периоду она относится крайне негативно. Развивая эту тему в 2016 году, Апина в целом положительно оценила роль в истории России как Ельцина, так и его предшественника Михаила Горбачёва, высказав мнение, что хотя опросы общественного мнения показывают негативное отношение большей части населения страны к обоим политикам сегодня, их заслуги перед Россией будут обязательно признаны людьми в будущем.
В 2000 году после гибели экипажа подводной лодки «Курск» Апина заявила, что новый Президент России Владимир Путин не прошёл «проверку на вшивость», поскольку ему «гораздо важнее было посетить концерт Николая Баскова, чем спасать подводников». На следующий год внимание прессы привлекло заявление лидера «Единства» Сергея Шойгу о том, что артистка станет членом данной партии. Однако муж и продюсер певицы Александр Иратов сообщение Шойгу вскоре опроверг. Сама Апина в 2006 году подтвердила, что не состояла, не состоит и не планирует вступать в будущем ни в какие партии, а также давно не ходит на выборы. В 2015-м она вновь подчеркнула свою аполитичность, сообщив, что причиной закрытия её авторской музыкальной программы «Интернационал» на радио «Комсомольская правда» стал её отказ делать в передаче политический уклон, который требовался в связи со сменой политики радиостанции.
В 2017 году Апина среди прочих деятелей искусства выступила поручителем режиссёра Кирилла Серебренникова по делу «Седьмой студии».
Своими политическими кумирами певица в 2006 году называла Ангелу Меркель и Кондолизу Райс, положительно оценивая растущее влияние женщин на политику. Подтвердив эту позицию в 2019-м, артистка однако подчеркнула, что не является феминисткой. При этом она вновь заявила, что далека от политики, а её гражданская активность — это преподавание музыки и искусства в общеобразовательной школе. В том же интервью исполнительница сообщила, что не может определиться со своим мнением о принадлежности Крыма: «У меня сложное отношение к этим событиям. С одной стороны, конечно, он наш. А с другой стороны, конечно, он не наш, потому что есть закон, мы его приняли, пирог поделили и так далее», — сказала певица. Сама Апина находится в базе данных сайта «Миротворец» и не может въезжать на Украину. По её словам, это связано с тем, что на концерте в Архангельске она выступила на фоне надписи «Крым наш!».

## Личная жизнь
В юности познакомилась с будущим композитором Виталием Окороковым, с которым в дальнейшем сотрудничала.
- Первый муж (1982—1983) — Валерий Арвидович Апин (род. 12 мая 1957; село Лесное, Восточно-Казахстанская область)[4][45] — будущей певице было 18 лет, когда она вышла замуж за художника-графика латышского происхождения[46][47][48][49][50][51][52]; Его фамилия (Apiņi) переводится с латышского как «хмель» — если фамилию певицы перевести на русский, получится Хмелёва). Через полгода супруги развелись[7]. В дальнейшем Валерий продолжил художественную и преподавательскую деятельность. В настоящее время — священнослужитель[53].
- Второй муж (1993—2017) — Александр Борисович Иратов (род. 9 ноября 1957, Москва) — главный редактор Главной редакции музыкальных программ Дирекции художественного вещания и кинопоказа ОАО «ТВ Центр», бывший продюсер Апиной, актёр, бизнесмен, кинопродюсер, кинорежиссёр, в 1986 году окончил Московский институт культуры. Алёна и Александр познакомились в 1991 году на музыкальном фестивале «Азбука России» в Ташкенте, который организовал Иратов совместно с телекомпанией «ВиД» на празднике Навруз, во дворце спорта, в котором выступала группа «Комбинация». Поскольку в гостиницах мест не нашлось, «Комбинацию» расселили в доме престарелых, чем артисты выразили недовольство. Александр урегулировал конфликт, в ходе этого процесса он и Алёна Апина познакомились. После этого Алёна покинула «Комбинацию», решив работать сольно.

В 1993 году Алёна была свидетельницей на свадьбе Татьяны Овсиенко и Владимира Дубовицкого; ещё одним свидетелем был Филипп Киркоров. После свадьбы друзей Апина и Иратов также узаконили отношения, на их свадьбе гостем был певец Андрей Державин. Осенью 2016 года Апина сообщила о разводе с Иратовым.
- Дочь — Ксения Александровна Иратова, родилась 7 декабря 2001 года, с помощью суррогатной матери. Имя ей выбрал брат, Андрей Иратов, в честь песни «Ксюша», с которой его мачеха начала сольную карьеру. Крёстным отцом стал Борис Моисеев, крёстной матерью — Татьяна Иванова, главная солистка и коллега по «Комбинации», саратовская подруга Апиной, крёстная подарила золотой крестик, а крёстный — игрушки и постельное бельё. Ксения, поступив в РУДН на лечфак, хочет стать врачом.
- Пасынок — Андрей Александрович Иратов (род. 29 июня 1982), сын Иратова от первого брака — организатор концертов Алёны Апиной.

## Премии и награды
- 1992 — Лауреат хит-парада года.
- 1993 — Лауреат премии «Песня года» с песней «Всё так не просто».
- 1993 — Лауреат хит-парада года.
- 1994 — Лауреат премии «Песня года» с песней «Дружочек».
- 1995 — Лауреат премии «Песня года» с песней «Узелки».
- 1997 — Лауреат премии «Серебряная калоша» за песню «Электричка» («Серебряный дождь»).
- 1997 — Лауреат премии «Золотой граммофон» за песню «Электричка» («Русское радио»).
- 1998 — Лауреат премии «Песня года» с песней «Москвичи».
- 1999 — Лауреат премии «Песня года» с песней «Электричка».
- 1999 — Лауреат премии «Золотой граммофон» за песню «Тополя» («Русское радио»).
- 2000 — Лауреат премии «Песня года» с песней «Тополя».
- 2001 — Лауреат премии «Песня года» с песней «Завтра».
- 2002 — «Заслуженная артистка Российской Федерации».
- 2002 — Лауреат премии «Песня года» с песней «Грешный миг» (в дуэте с Борисом Моисеевым).
- 2002 — Лауреат премии «Песня года» с песней «Она любила вишни».
- 2003 — Лауреат премии «Песня года» с песней «Пойдём со мной» (в дуэте с Татьяной Ивановой).
- 2004 — Лауреат премии «Песня года» с песней «Параллельно любви».
- 2004 — Лауреат музыкальной премии «Серебряный диск».
- 2005 — Лауреат музыкальной премии «Супер диск».
- 2007 — Кавалер ордена «Служение искусству» Международного благотворительного фонда «Меценаты столетия».
- 2012 — Почётный знак губернатора Московской области за достижения в области культуры и благотворительные мероприятия.

## Дискография
1. 1992 — «Улица любви»
2. 1993 — «Танцевать до утра» (название виниловой версии — «Всё так не просто»)
3. 1994 — «Пляжный сезон»
4. 1995 — «Лимита»
5. 1995 — «Пропащая душа»
6. 1996 — «Соперница»
7. 1997 — «Объяснение в любви»
8. 1998 — «Люби как я»
9. 1999 — «Тополя»
10. 2001 — «О судьбе и о себе»
11. 2003 — «Пойдём со мной»
12. 2007 — «Самолёт на Москву»
13. 2010 — «Ещё раз про любовь»
14. 2014 — «Мелодия» (название CD-версии — «Alena Apina»)
15. 2018 — «Давай так»

## Программы и телесериалы
- 1990 — «Мордашка» (фильм) — солистка «Комбинации»
- 1996 — «Старые песни о главном» (телефильм, ОРТ) — звеньевая полеводческой бригады
- 1997 — «Старые песни о главном 2» (телефильм, ОРТ) — Алена
- 1997 — «Десять песен о Москве» (телефильм, НТВ)
- 1997 — «Старые песни о главном 3» (телефильм, ОРТ) — главарь банды
- 1998 — «Военно-полевой романс» (телесериал, ТВ Центр)
- 1998—2003 — «Полевая почта» (телепередача, ТВ Центр)
- 2003 — «Неотложка» (телесериал) — Елена Анина
- 2004 — «Параллельно любви» (телесериал)
- 2004 — «Убить Бэллу» (телесериал)
- 2005 — «Девочка с севера» (телесериал)
- 2006 — «Провинциальные страсти» (телесериал)
- 2008 — «Ты-Суперстар!» (телешоу, НТВ)
- 2012 — «Счастливы вместе» (телесериал, ТНТ) — Ирина Басова
- 2013 — «Живой звук» (телешоу, Россия-1)
- 2014—2015 — «Три аккорда» (телешоу, Первый канал)
- 2019 — «Пекарь Пахом и красавица» (телесериал, СТС) — камео
- 2021 — «Суперстар! Возвращение» (телешоу, НТВ)
- 2021 — «Дуэты» (телешоу, Россия-1)
- 2024 — «Комбинация» (телесериал, Первый канал) — преподаватель вокала